# Bistum Astorga
Das Bistum Astorga (lateinisch Dioecesis Asturicensis) ist ein römisch-katholisches Bistum mit Sitz in Astorga. Es liegt im Nordwesten Spaniens und gehört mit den Bistümern León und Santander zur Kirchenprovinz Oviedo.

## Territorium
Die Jurisdiktion des Bistums erstreckt sich über die leonesischen Comarcas Maragatería und El Bierzo (6299 km²), die ourensische Valdeorras (1700 km²) und die zamoranischen Sanabria, La Carballeda (3526 km²), Valles de Benavente und einen Teil von Aliste. Früher dehnte sie sich noch bis nach Miranda do Douro (Portugal) aus.

## Geschichte
Astorga ist wahrscheinlich das älteste Bistum Spaniens. Es gibt historische Beweise für seine Existenz für das Jahr 254 (Cyprian von Karthago, ep. 67), aber man vermutet seine Gründung schon im 2. Jahrhundert.
Mitte des 5. Jahrhunderts brachte der hl. Turibius von Astorga, der gegen die priscillianische Häresie kämpfte und die durch den Gotenkönig Theoderich zerstörten Tempel wieder aufbaute, aus Jerusalem ein Fragment des Heiligen Kreuzes mit, welches jetzt im Kloster des hl. Turibius von Liébana verehrt wird.

## Bischöfe
Folgende Geistliche waren seit 1995 Bischof von Astorga:
- Camilo Lorenzo Iglesias (1995–2015)
- Juan Antonio Menéndez Fernández (2015–2019)
- Jesús Fernández González (2020–2025, dann Bischof von Córdoba)

Für eine vollständige Aufzählung aller Amtsinhaber siehe Liste der Bischöfe von Astorga.

## Wissenswert
Der von 1887 bis 1914 fertiggestellte Bischofspalast von Astorga (von den Bischöfen aber nie als solcher genutzt) ist ein Werk von Antonio Gaudí. Er wird heute als Museum verwendet.